# 日本心身医学会
一般社団法人日本心身医学会（にほんしんしんいがくかい）とは、医療、心理分野に関する法人。理事長は福土審（東北大学大学院医学系研究院行動医学分野 教授）。事務局を東京都中央区日本橋兜町に置いている。

## 沿革
概史は以下のとおり。
- 1959年11月30日 - ｢日本精神身体医学会｣として九州大学内に設立
- 1975年7月23日 - 「日本心身医学会」と改称
- 1985年 - 認定医制度を発足
- 1990年 - 心身医学療法が保険で許可
- 1991年 - 「心身医学の新しい診療指針」が完成
- 1995年1月17日 - 阪神・淡路大震災救援活動
- 1995年9月 - 事務局を東京都杉並区荻窪に開設
- 1996年 - 「心療内科」の標榜科が認可
- 1997年 - 社団法人日本心身医学会として認可
- 2004年 - 医療心理士制度を発足
- 2008年7月 - 認定医制度から専門医制度に移行
- 2009年6月5日 - 設立50周年記念式典を開催

## 機関誌
- 「心身医学」[2]  年8回刊行
- 英文電子ジャーナル「BioPsychoSocial Medicine」